# Andels Fanfare Corps
Het Andels Fanfare Corps is een fanfareorkest uit Andel, dat opgericht werd op 23 april 1893.

## Geschiedenis
Volgens de overlevering is de muziekvereniging vermoedelijk ontstaan uit een zangclub. In 1921 werd voor de eerste keer deelgenomen aan een concours in Zijderveld. De oudere leden maakten de reis met paard en wagen en de jongeren gingen er op de fiets achteraan. Met een eerste prijs in de vierde afdeling kwam men weer terug. In 1951 werd Ton Kotter dirigent van het fanfareorkest. Onder zijn leiding werd de vaandelafdeling van de Koninklijke Nederlandse Federatie van Muziekverenigingen (KNF) - nu: KNFM - bereikt en in 1964 werd voor de eerste maal deelgenomen aan een Topconcours van de KNF.
Van 1969 tot 1981 stond het orkest onder de muzikale leiding van Hans Klerx en ook onder zijn leiding werden grote muzikale successen behaald. Zo werd enkele malen beslag gelegd op de kampioenstitel van de KNF. Na enkele dirigentenwisselingen kwam de muzikale leiding in 1983 in handen van Danny Oosterman. Ook onder zijn leiding werd enkele malen beslag gelegd op het kampioenschap van de KNF. In 1994 vonden in het Brabantse Veldhoven voor het eerst in de KNF-geschiedenis concertwedstrijden plaats waarbij een plaats was ingeruimd voor de concertafdeling. Deze deelname kreeg een vervolg tijdens het Wereld Muziek Concours te Kerkrade in 1997 waar Andels Fanfare Corps met 344,5 punten op de derde plaats eindigde in de eindrangschikking van de concertafdeling, sectie fanfare. In het najaar van 2003 nam AFC voor de derde keer in de concertafdeling deel aan een concertwedstrijd. Ook daar behaalde het fanfareorkest een resultaat van 96 punten met het predicaat "zeer goed". In november 2009 werd voor de vierde keer in de concertafdeling deelgenomen aan een concertwedstrijd. In het muziekcentrum in Enschede behaalde het orkest 94 punten met het predicaat "goed". Door dit resultaat mag het fanfareorkest in de concertafdeling blijven uitkomen.
Naast het grote fanfareorkest bestaat er nog een jeugdorkest.

## Dirigenten
- 1951 - ???? Ton Kotter
- 1969-1981 Hans Klerx
- 1983-2015 Danny Oosterman
- 2016-2018 Floris van der Kooij
- 2018-2019 Anno Appelo (interim)
- 2019-heden Pieter VanderMeiren